# Azzio
Azzio är en ort och kommun i provinsen Varese i regionen Lombardiet i Italien. Kommunen hade 769 invånare (2018).